# Kordelivka, Kalînivka
Kordelivka (în ucraineană Корделівка) este localitatea de reședință a comunei Kordelivka din raionul Kalînivka, regiunea Vinnița, Ucraina.

## Demografie
Componența lingvistică a localității Kordelivka
     Ucraineană (97,59%)
     Rusă (2,03%)
     Alte limbi (0,06%)
Conform recensământului din 2001, majoritatea populației localității Kordelivka era vorbitoare de ucraineană (97,59%), existând în minoritate și vorbitori de rusă (2,03%).